# Phaonia leptocorax
Phaonia leptocorax är en tvåvingeart som beskrevs av Li och Xue 1998. Phaonia leptocorax ingår i släktet Phaonia och familjen husflugor. Inga underarter finns listade i Catalogue of Life.